# Amtsgericht Anklam

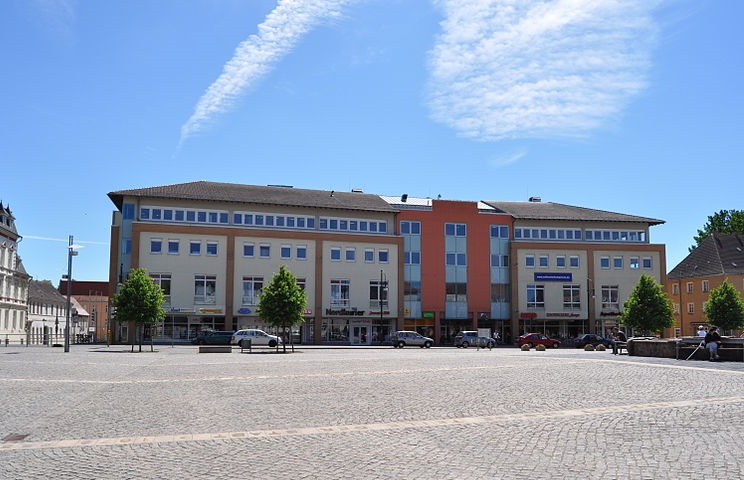
Lilienthalcenter Anklam – Südflügel = ehem. Amtsgericht (2011)

Das Amtsgericht Anklam (AG Anklam) war ein Gericht der ordentlichen Gerichtsbarkeit des Landes Mecklenburg-Vorpommern im Bezirk des Landgerichtes Stralsund. Durch die am 6. Oktober 2014 in Kraft getretene Gerichtsstrukturreform wurde das Amtsgericht Anklam aufgehoben und in eine Zweigstelle im Amtsgerichtsbezirk Pasewalk umgewandelt.

## Gerichtssitz und -bezirk

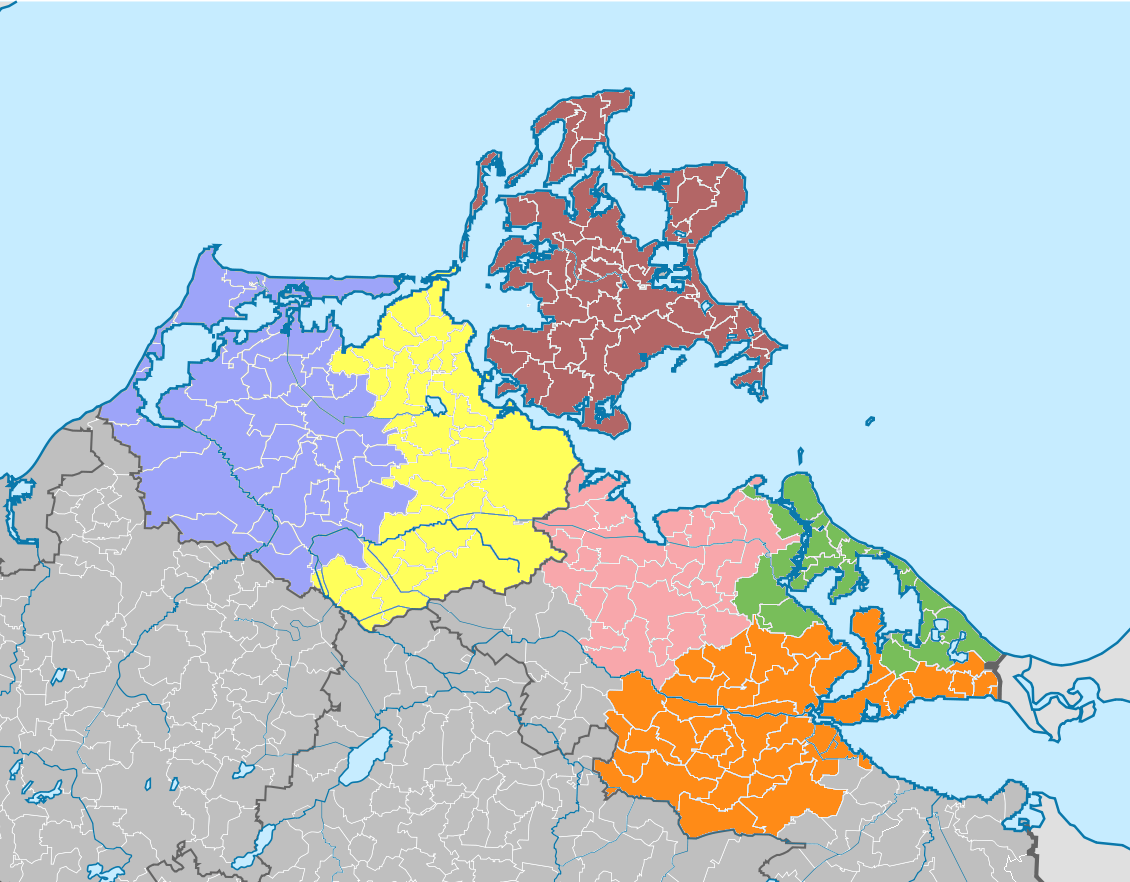
Gerichtsbezirke der dem LG Stralsund nachgeordneten Amtsgerichte (AG) bis zum 5. Oktober 2014
AG Ribnitz-Damgarten
AG Stralsund
AG Bergen auf Rügen
AG Greifswald
AG Anklam
AG Wolgast

Das Gericht hatte seinen Sitz in Anklam.
Der Gerichtsbezirk des Amtsgerichtes Anklam wurde durch die Gerichtsstrukturreform folgendermaßen aufgeteilt.
Die Städte und Gemeinden
- Anklam,
- Bargischow,
- Boldekow,
- Bugewitz,
- Ducherow,
- Neu Kosenow,
- Rossin und
- Sarnow

gehören nun zum Bezirk des Amtsgerichtes Pasewalk.
Eingegliedert in den Bezirk des Amtsgerichtes Greifswald wurden die Städte und Gemeinden
| - Blesewitz, - Buggenhagen, - Butzow, - Dargen, - Garz, - Groß Polzin, - Iven, - Kamminke, | - Klein Bünzow, - Korswandt, - Krien, - Krusenfelde, - Lassan, - Medow, - Murchin, - Neetzow-Liepen, | - Neuenkirchen, - Postlow, - Rankwitz, - Rubkow, - Schmatzin, - Spantekow, - Stolpe, - Stolpe auf Usedom, | - Usedom, - Ziethen und - Zirchow. |

Die Zweigstelle Anklam ist ausschließlich zuständig als Rechtsantragsstelle für die Aufnahme von Erklärungen in den Städten und Gemeinden, welche vom Bezirk des Amtsgerichtes Anklam in den Bezirk des Amtsgerichtes Pasewalk eingegliedert wurden.
Für Jugendstrafsachen, Unterbringungs- und Freiheitsentziehungssachen sowie in Angelegenheiten der Beratungshilfe und Betreuungssachen ist sie ebenfalls ausschließlich zuständig in diesen Städten und Gemeinden und zusätzlich in den folgenden Städten und Gemeinden des ehemaligen Amtsgerichtsbezirkes Ueckermünde.
| - Altwigshagen, - Ferdinandshof, - Grambin, - Heinrichswalde, - Leopoldshagen, - Liepgarten, | - Lübs, - Meiersberg, - Mönkebude, - Ueckermünde und - Wilhelmsburg |

Sie ist daneben für Grundbuchsachen sowie Zwangsversteigerungs- und Zwangsverwaltungssachen des gesamten Amtsgerichtsbezirkes Pasewalk ausschließlich zuständig.

## Geschichte
In Anklam bestand bis 1879 das Kreisgericht Anclam. Das königlich preußische Amtsgericht Anklam wurde mit Wirkung zum 1. Oktober 1879 als eines von 14 Amtsgerichten im Bezirk des Landgerichtes Greifswald im Bezirk des Oberlandesgerichtes Stettin gebildet. Der Sitz des Gerichtes war Anklam. Sein Gerichtsbezirk umfasste den Kreis Anklam. Am Gericht bestanden 1880 drei Richterstellen. Das Amtsgericht war damit ein mittelgroßes Amtsgericht im Landgerichtsbezirk.
Im Jahre 1952 wurden in der DDR die Amtsgerichte abgeschafft und durch Kreisgerichte ersetzt. Für den Kreis Anklam entstand das Kreisgericht Anklam. Nach dem Zusammenbruch der DDR wurden die Amtsgerichte wieder neu eingerichtet. Das Amtsgericht Anklam wurde neu gebildet. Ihm waren das Landgericht Greifswald und in weiterer Instanz das Oberlandesgericht (OLG) Rostock übergeordnet. Im Jahre 1994 wechselte die Zuständigkeit zum Landgericht Stralsund (LG Stralsund).
Am 6. Oktober 2014 wurde das Amtsgericht aufgehoben.

## Gebäude

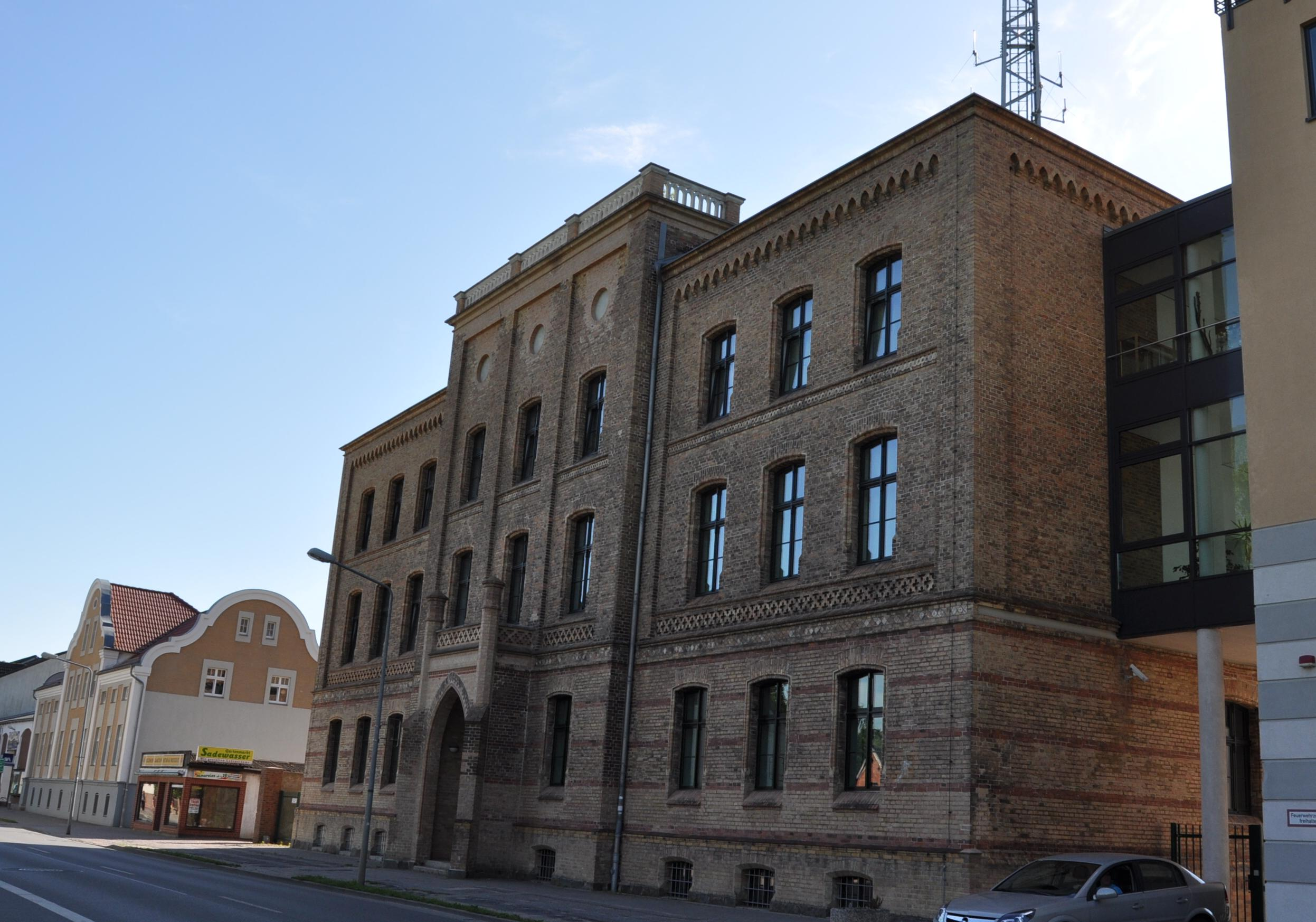
Ehemaliges Amtsgericht, jetzt Polizeidirektion Anklam (2011)

Die Zweigstelle befindet sich in der Baustraße 9 im Lilienthalcenter am Anklamer Markt, wo zuvor das Amtsgericht untergebracht war.
Das vorherige Gebäude des Amtsgerichtes befand sich in der Friedländer Straße 14. Das Gebäude wird jetzt von der Polizeidirektion Anklam genutzt.

## Übergeordnete Gerichte
Dem Amtsgericht Anklam war das LG Stralsund übergeordnet. Zuständiges Oberlandesgericht war das Oberlandesgericht Rostock.
Dem Amtsgericht Pasewalk und somit auch der Zweigstelle Anklam ist das Landgericht Neubrandenburg sowie das Oberlandesgericht Rostock übergeordnet. Lediglich für die Städte und Gemeinden, welche in den Bezirk des Amtsgerichtes Greifswald eingegliedert wurden, bleibt es bei der Zuständigkeit des LG Stralsund.